# Liga Światowa w Piłce Siatkowej 2010 (grupa B)
Do rywalizacji w fazie interkontynentalnej Ligi światowej siatkarzy przystąpiło 16 reprezentacji. W grupie B znalazły się następujące drużyny:
- Włochy
- Serbia
- Francja
- Chiny

Mecze w grupie B rozegrane zostały pomiędzy 4 czerwca a 10 lipca.

## Tabela
| Lp. | Drużyna | Pkt | Mecze | Mecze   | Mecze   | Małe punkty | Małe punkty | Małe punkty | Sety | Sety | Sety  |
| Lp. | Drużyna | Pkt | M     | W (3:2) | P (2:3) | zdob.       | str.        | ratio       | wyg. | prz. | ratio |
| --- | ------- | --- | ----- | ------- | ------- | ----------- | ----------- | ----------- | ---- | ---- | ----- |
| 1   | Włochy  | 28  | 12    | 9 (2)   | 3 (3)   | 1098        | 999         | 1.099       | 33   | 15   | 2.200 |
| 2   | Serbia  | 26  | 12    | 9 (3)   | 3 (2)   | 1109        | 1043        | 1.063       | 32   | 18   | 1.778 |
| 3   | Francja | 12  | 12    | 5 (4)   | 7 (1)   | 1073        | 1094        | 0.981       | 20   | 29   | 0.690 |
| 4   | Chiny   | 6   | 12    | 1 (0)   | 11 (3)  | 916         | 1060        | 0.864       | 11   | 34   | 0.324 |

Źródło: FIVB
Punktacja: 3:0 i 3:1 – 3 pkt; 3:2 – 2 pkt; 2:3 – 1 pkt; 1:3 i 0:3 – 0 pkt
Zasady ustalania kolejności: 1. liczba punktów; 2. liczba zwycięstw; 3. stosunek małych punktów; 4. stosunek setów
Serbia zakwalifikowała się do turnieju finałowego jako najlepsza drużyna z drugich miejsc spośród wszystkich grup fazy interkontynentalnej.

## Mecze
1. kolejka
| 4 czerwca 2010 | Serbia               | 3:0 (25:20, 25:21, 25:20) | Chiny            | SC Cair, Nisz                                     |  |
| 20:25          | Saša Starović 16 pkt | raport                    | Chen Ping 20 pkt | Widzów: 3 150 Sędziowie: N. Shaaban i H. Kondakow |  |

| 6 czerwca 2010 | Serbia               | 3:1 (25:18, 25:21, 22:25, 25:14) | Chiny            | Hala Pionir, Belgrad                              |  |
| 20:50          | Saša Starović 25 pkt | raport                           | Chen Ping 18 pkt | Widzów: 3 300 Sędziowie: H. Kondakow i N. Shaaban |  |

| 5 czerwca 2010 | Włochy                | 3:0 (27:25, 26:24, 25:17) | Francja                | Palaraschi, Parma                                   |  |
| 20:40          | Alessandro Fei 16 pkt | raport                    | Antonin Rouzier 15 pkt | Widzów: 4 200 Sędziowie: G. Karampsestos i J. Mokrý |  |

| 6 czerwca 2010 | Włochy                | 3:2 (25:22, 25:23, 29:31, 24:26, 15:10) | Francja                | Palapanini, Modena                                  |  |
| 18:10          | Alessandro Fei 29 pkt | raport                                  | Antonin Rouzier 21 pkt | Widzów: 3 100 Sędziowie: J. Mokrý i G. Karampsestos |  |

2. kolejka
| 10 czerwca 2010 | Francja                | 0:3 (21:25, 23:25, 23:25) | Serbia               | Palais des Sports de Gerland, Lyon                      |  |
| 20:40           | Earvin N'Gapeth 14 pkt | raport                    | Saša Starović 19 pkt | Widzów: 4 400 Sędziowie: F. Loderus i J. Sanchez Gozalo |  |

| 12 czerwca 2010 | Francja               | 0:3 (20:25, 21:25, 21:25) | Serbia                  | Palais des Sports, Grenoble                              |  |
| 20:10           | Oliver Kieffer 12 pkt | raport                    | Dragan Stanković 15 pkt | Widzów: 4 250 Sędziowie: J. Sanchez Gonzalo i F. Loderus |  |

| 11 czerwca 2010 | Włochy              | 3:0 (25:21, 25:18, 25:18) | Chiny            | Palatricalle, Chieti                                 |  |
| 20:40           | Michał Łasko 12 pkt | raport                    | Chen Ping 15 pkt | Widzów: 3 500 Sędziowie: A. Huhtaniska i I. Georgiew |  |

| 13 czerwca 2010 | Włochy               | 3:0 (25:15, 25:22, 25:22) | Chiny            | Palarossini, Ankona                                  |  |
| 18:10           | Simone Parodi 16 pkt | raport                    | Chen Ping 16 pkt | Widzów: 3 580 Sędziowie: I. Georgiew i A. Huhtaniska |  |

3. kolejka
| 18 czerwca 2010 | Włochy                                   | 2:3 (25:20, 19:25, 16:25, 25:12, 12:15) | Serbia               | Palamadigan, Montecatini                           |  |
| 20:10           | Simone Parodi 16 pkt Michał Łasko 16 pkt | raport                                  | Saša Starović 18 pkt | Widzów: 2 200 Sędziowie: N. Ermihan i V. Schiemenz |  |

| 20 czerwca 2010 | Włochy              | 3:2 (21:25, 25:20, 25:18, 20:25, 15:13) | Serbia               | Nelson Mandela Forum, Florencja                    |  |
| 20:40           | Michał Łasko 29 pkt | raport                                  | Saša Starović 26 pkt | Widzów: 3 300 Sędziowie: V. Schiemenz i N. Ermihan |  |

| 18 czerwca 2010 | Francja                | 3:0 (25:20, 25:18, 27:25) | Chiny              | Stade de l'Est, Saint-Denis                         |  |
| 20:10           | Romain Vadeleux 15 pkt | raport                    | Cui Jianjun 11 pkt | Widzów: 3 932 Sędziowie: A. Al Khealifi i V. Raptis |  |

| 19 czerwca 2010 | Francja                | 1:3 (25:16, 22:25, 22:25, 22:25) | Chiny            | Stade de l'Est, Saint-Denis                         |  |
| 20:10           | Antonin Rouzier 12 pkt | raport                           | Chen Ping 24 pkt | Widzów: 3 280 Sędziowie: V. Raptis i A. Al Khelaifi |  |

4. kolejka
| 25 czerwca 2010 | Francja                | 3:2 (19:25, 25:19, 25:20, 17:25, 15:13) | Włochy              | Palais Omnisports de Paris-Bercy, Paryż         |  |
| 20:42           | Earvin N'Gapeth 20 pkt | raport                                  | Michal Lasko 25 pkt | Widzów: 7 500 Sędziowie: B. Hobor i D. Jasiński |  |

| 27 czerwca 2010 | Francja                | 1:3 (19:25, 22:25, 25:23, 23:25) | Włochy                 | Palais des Sports André Brouat, Tuluza          |  |
| 18:10           | Earvin N'Gapeth 17 pkt | raport                           | Cristian Savani 21 pkt | Widzów: 4 600 Sędziowie: D. Jasiński i B. Hobor |  |

| 26 czerwca 2010 | Chiny            | 1:3 (25:23, 22:25, 16:25, 16:25) | Serbia                  | Luohe Sport Center, Luohe                    |  |
| 16:10           | Chen Ping 18 pkt | raport                           | Nikola Kovačević 18 pkt | Widzów: 3 700 Sędziowie: O. Sakaide i J. Ali |  |

| 27 czerwca 2010 | Chiny            | 2:3 (25:21, 23:25, 17:25, 25:21, 11:15) | Serbia               | Luohe Sport Center, Luohe                    |  |
| 16:10           | Chen Ping 27 pkt | raport                                  | Saša Starović 25 pkt | Widzów: 5 000 Sędziowie: J. Ali i O. Sakaide |  |

5. kolejka
| 2 lipca 2010 | Serbia               | 3:1 (16:25, 25:20, 25:23, 25:23) | Francja                | SPC Vojvodina, Nowy Sad                           |  |
| 17:10        | Saša Starović 24 pkt | raport                           | Antonin Rouzier 18 pkt | Widzów: 5 300 Sędziowie: M. Labasta i I. Al Naama |  |

| 4 lipca 2010 | Serbia                  | 2:3 (23:25, 25:18, 25:21, 20:25, 8:15) | Francja                 | Hala Pionir, Belgrad                              |  |
| 20:25        | Nikola Kovačević 22 pkt | raport                                 | Guillaume Samica 24 pkt | Widzów: 4 640 Sędziowie: I. Al Naama i M. Labasta |  |

| 2 lipca 2010 | Chiny            | 0:3 (20:25, 22:25, 20:25) | Włochy                | Wuhan Sport Center, Wuhan                    |  |
| 19:10        | Chen Ping 17 pkt | raport                    | Alessandro Fei 17 pkt | Widzów: 6 300 Sędziowie: D. Joo i A. Azevedo |  |

| 3 lipca 2010 | Chiny            | 0:3 (17:25, 25:27, 21:25) | Włochy                | Wuhan Sport Center, Wuhan                    |  |
| 19:10        | Chen Ping 11 pkt | raport                    | Alessandro Fei 21 pkt | Widzów: 6 800 Sędziowie: A. Azevedo i D. Joo |  |

6. kolejka
| 7 lipca 2010 | Serbia               | 1:3 (25:23, 19:25, 22:25, 19:25) | Włochy                | Hala Pionir, Belgrad                                |  |
| 17:00        | Saša Starović 19 pkt | raport                           | Alessandro Fei 24 pkt | Widzów: 3 650 Sędziowie: A. Zienowicz i Piotr Dudek |  |

| 8 lipca 2010 | Serbia               | 3:2 (21:25, 21:25, 25:23, 25:20, 15:6) | Włochy              | Hala Pionir, Belgrad                                |  |
| 20:15        | Saša Starović 24 pkt | raport                                 | Michal Lasko 15 pkt | Widzów: 4 560 Sędziowie: Piotr Dudek i A. Zienowicz |  |

| 9 lipca 2010 | Chiny            | 2:3 (21:25, 22:25, 25:22, 25:23, 14:16) | Francja                 | Wuhan Sport Center, Wuhan                     |  |
| 19:00        | Chen Ping 20 pkt | raport                                  | Guillaume Samica 16 pkt | Widzów: 5 500 Sędziowie: M. Davidson i J. Ali |  |

| 10 lipca 2010 | Chiny               | 2:3 (16:25, 25:18, 25:19, 21:25, 8:15) | Francja                | Wuhan Sport Center, Wuhan                 |  |
| 19:00         | Zhong Weijun 16 pkt | raport                                 | Romain Vadeleux 17 pkt | Widzów: ? Sędziowie: J. Ali i M. Davidson |  |